# Paulette Pax
Paulette Pax (1887 - 1942) fue una actriz y directora teatral de nacionalidad francesa.
Su verdadero nombre era Paulette Maynard, y nació en Rusia. Fue directora del Teatro de l'Œuvre desde 1929 hasta el momento de su muerte, sucediendo en el puesto a Aurélien Lugné-Poë. La actriz falleció en París, Francia.

## Filmografía
- 1938 : Le Roman de Werther, de Max Ophüls
- 1938 : Gibraltar
- 1939 : L'Esclave blanche

## Directora teatral
- 1932 : L'Hermine, de Jean Anouilh
- 1933 : Milmort, de Paul Demasy
- 1934 : Une femme libre, de Armand Salacrou
- 1935 : Dame nature, de André Birabeau, Teatro de l'Œuvre
- 1936 : Un homme comme les autres, de Armand Salacrou, con Jean-Louis Barrault, Teatro de l'Œuvre
- 1937 : Los indiferentes, de Alberto Moravia
- 1938 : Je vivrai un grand amour, de Steve Passeur
- 1938 : Le Jardin d'Ispahan, de Jean-Jacques Bernard